# Dahorè
Dahorè est une localité du département de Guéguéré, dans la province du Ioba (région du Sud-Ouest) au Burkina Faso. En 2006, cette localité comptait 766 habitants dont 50.1% de femmes.